# Marly (Szwajcaria)
Marly (frp. Marli, hist. Mertenlach) – szwajcarska gmina (fr. commune; niem. Gemeinde) w kantonie Fryburg, w okręgu Sarine.

## Położenie
Marly leży na prawym brzegu Sarine, tuż na południe od Fryburga.

## Demografia
W Marly mieszkają 8 222 osoby. W 2020 roku 29,3% populacji gminy stanowiły osoby urodzone poza Szwajcarią.

## Współpraca
Miejscowość partnerska:
- Hünenberg, Zug

## Transport
Przez teren gminy przebiega droga główna nr 180.